# Limbarda crithmoides
Limbarda crithmoides es una arbustillo de la familia de las asteráceas.

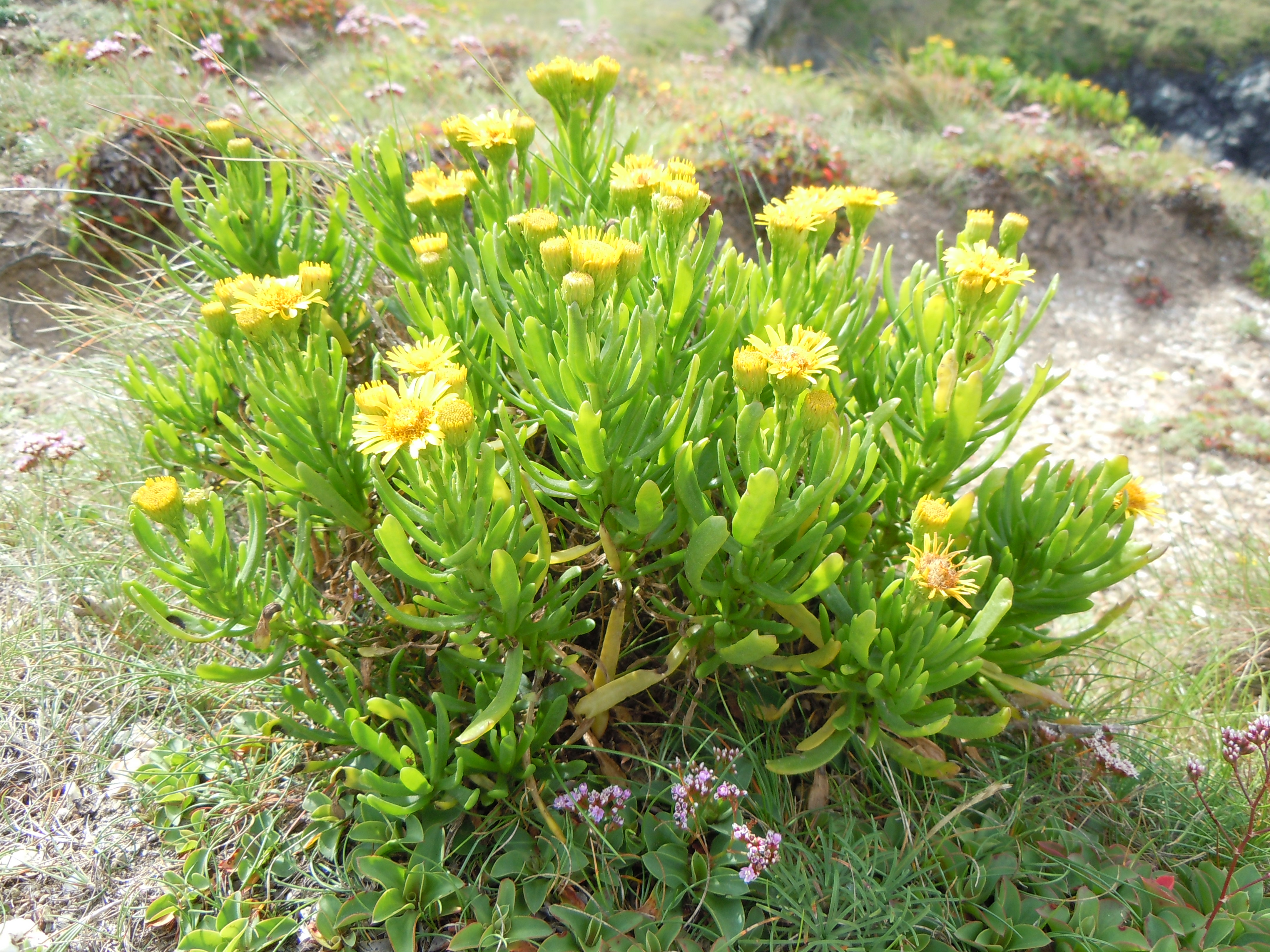
Vista de la planta

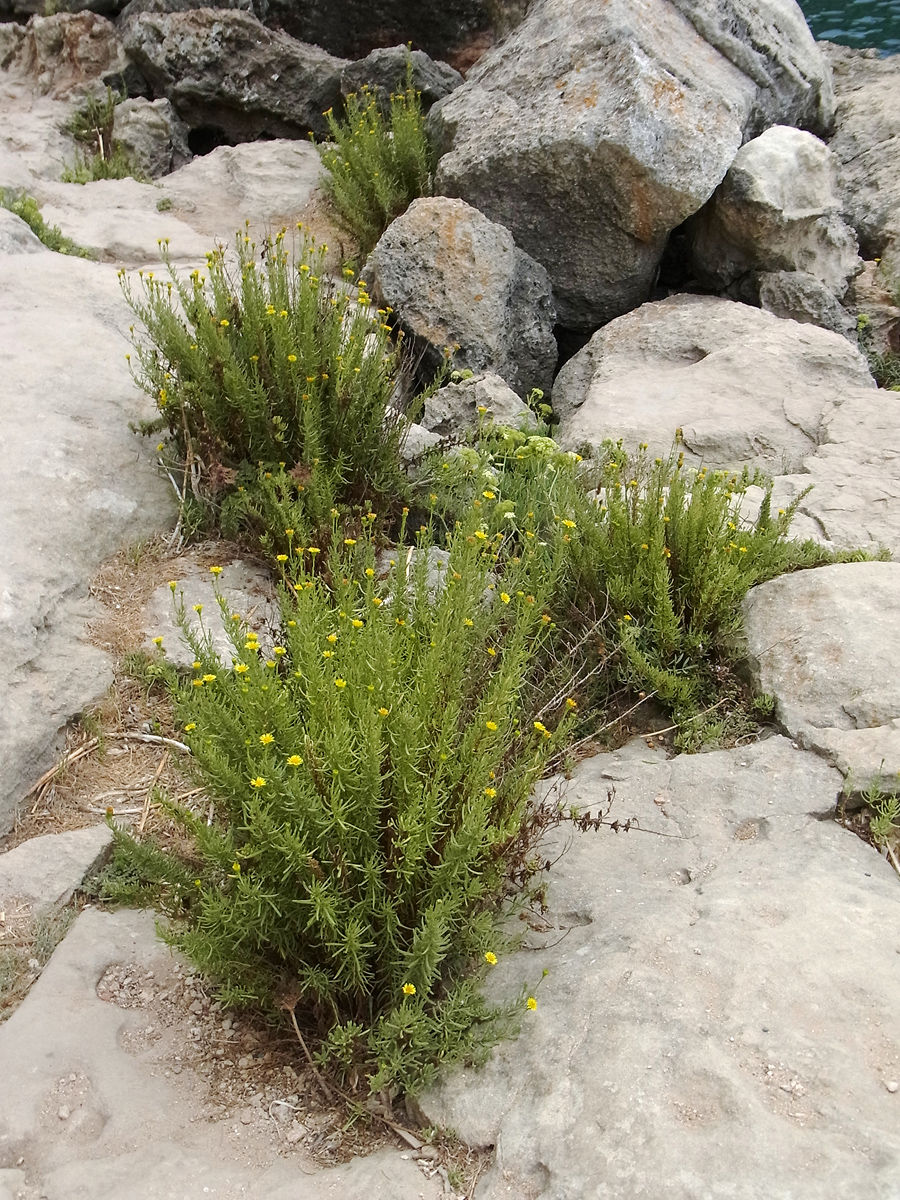
En su hábitat

## Descripción
Arbustillo de hasta 1 m de latura, con tallos leñosos y un poco tortuoso en la base, luego muy erguidos y cada vez menos leñosos para hacerse herbáceos. Hojas lineares, agudas u obtusas, sésiles, con el margen entero, carnosas.

## Hábitat
Vive en suelos salitrosos de la costa y el interior.

## Distribución
Muy repartida por el área mediterránea, norte de África y el Sahara septentrional.

## Taxonomía
Limbarda crithmoides fue descrito por (L.) Dumort. y publicado en Florula belgica, opera majoris prodromus, auctore ... 68. 1827.
Citología
Número de cromosomas de Limbarda crithmoides (Fam. Compositae) y táxones infraespecíficos: n=9
Variedad aceptada
- Limbarda crithmoides subsp. longifolia (Arcang.) Greuter

Sinonimia
- Eritheis maritima Gray
- Inula crithmoides L.
- Inula crithmoides subsp. crithmoides
- Jacobaea crithmoides (L.) Merino
- Limbarda crithmoides subsp. crithmoides[4]

## Nombres comunes
- Castellano: hierba del cólico (2), pulguera de Alicante (2), romero marino, salvió.(el número entre paréntesis indica las especies que tienen el mismo nombre en España)[5]